# Melanostomias dio
Melanostomias dio — вид голкоротоподібних риб родини стомієвих (Stomiidae). Описаний у 2023 році.

## Назва
Вид названо на честь американського рок-співака Роннальда Джеймса Падавони, відомого під сценічним псевдонімом Ронні Джеймс Діо, одного з найвидатніших і найвпливовіших вокалістів важкого металу всіх часів. Серед багатьох його внесків у культуру металу Діо популяризував жест рукою, який зазвичай називають «козою», який нагадує форму кінцевої цибулини на підборідді цього виду риб.

## Поширення
Вид поширений у західній частині тропічної Атлантики. Типовий зразок виловлений біля архіпелагу Фернанду-ді-Норонья.

## Опис
Єдиний відомий зразок сягав 18 см завдовжки. Він відрізняється від своїх родичів унікальною морфологією вусика, який закінчується цибулиною з двома протилежними тонкими відростками.